# Мотыкалы
Мотыка́лы (бел. Матыкалы) — хутор в Брестском районе Брестской области Белоруссии. Входит в состав Мотыкальского сельсовета. Расположен в 18 км по автодорогам к северо-западу от центра Бреста и в 2,5 км к северу от центра сельсовета, агрогородка Большие Мотыкалы. Неподалёку находится железнодорожная станция Мотыкалы.
Возник в послевоенное время на месте колонии Мотыкалы, образовавшейся к началу XX века.

## Население
На 1 января 2018 года насчитывалось 67 жителей в 32 домохозяйствах, из них 13 младше трудоспособного возраста, 38 — в трудоспособном возрасте и 16 — старше трудоспособного возраста.

## Инфраструктура
Возле хутора расположено  Северное кладбище города Бреста.